# Quentin Varin
 (avril 2013).
Si vous disposez d'ouvrages ou d'articles de référence ou si vous connaissez des sites web de qualité traitant du thème abordé ici, merci de compléter l'article en donnant les références utiles à sa vérifiabilité et en les liant à la section « Notes et références ».
Pour les articles homonymes, voir Varin.
Quentin Varin, né à Beauvais vers 1575, mort à Paris en 1626, est un peintre français de la seconde école de Fontainebleau.

## Biographie
Né à Beauvais en 1570, Quentin Varin se rend jeune à Avignon en 1597, et se forme auprès du peintre Pierre Duplan jusque vers 1600, où ses premières toiles révèlent une facture assez fruste.  
Après un probable séjour en Italie, il retourne en Picardie et s'installe à Amiens, où il se marie en 1607 et est reçu bourgeois de la ville en 1609.  
Il soutient les débuts de Nicolas Poussin lors d'un séjour aux Andelys où il rencontre le jeune peintre vers 1610-1612 pendant qu'il travaille aux peintures d'autel de l'église de la ville.  
Il travaille à Amiens et à Paris, où il s'installe en 1616 et devient peintre du roi. En 1618, il reçoit la commande des Noces de Cana pour le retable du maître-autel de l'église Saint-Gervais.  
C'est dans les années 1620 qu'il exécute ses plus belles peintures d'églises : il peint La Présentation au temple pour le maître-autel des Carmes déchaussés, une Guérison du Paralytique pour l'église Saint-Louis de Fontainebleau, et  au moins deux peintures murales dans des chapelles de l'église Saint-Nicolas-des-Champs. Il travaille également pour le duc de Luynes, et réalise des décors pour l'hôtel de Chevreuse à Paris, et le château de Lésigny. 
Il meurt en 1626, à Paris. 

## Style
Quentin Varin s'inscrit dans la veine maniériste tardive qui anime la peinture parisienne au début du XVIIe siècle, ainsi que les débuts du classicisme, puisant son inspiration d'abord dans la peinture flamande, mais aussi chez les artistes de la seconde école de Fontainebleau, avant d'être influencé par des peintres d'Italie du Nord.

## Œuvres sûres

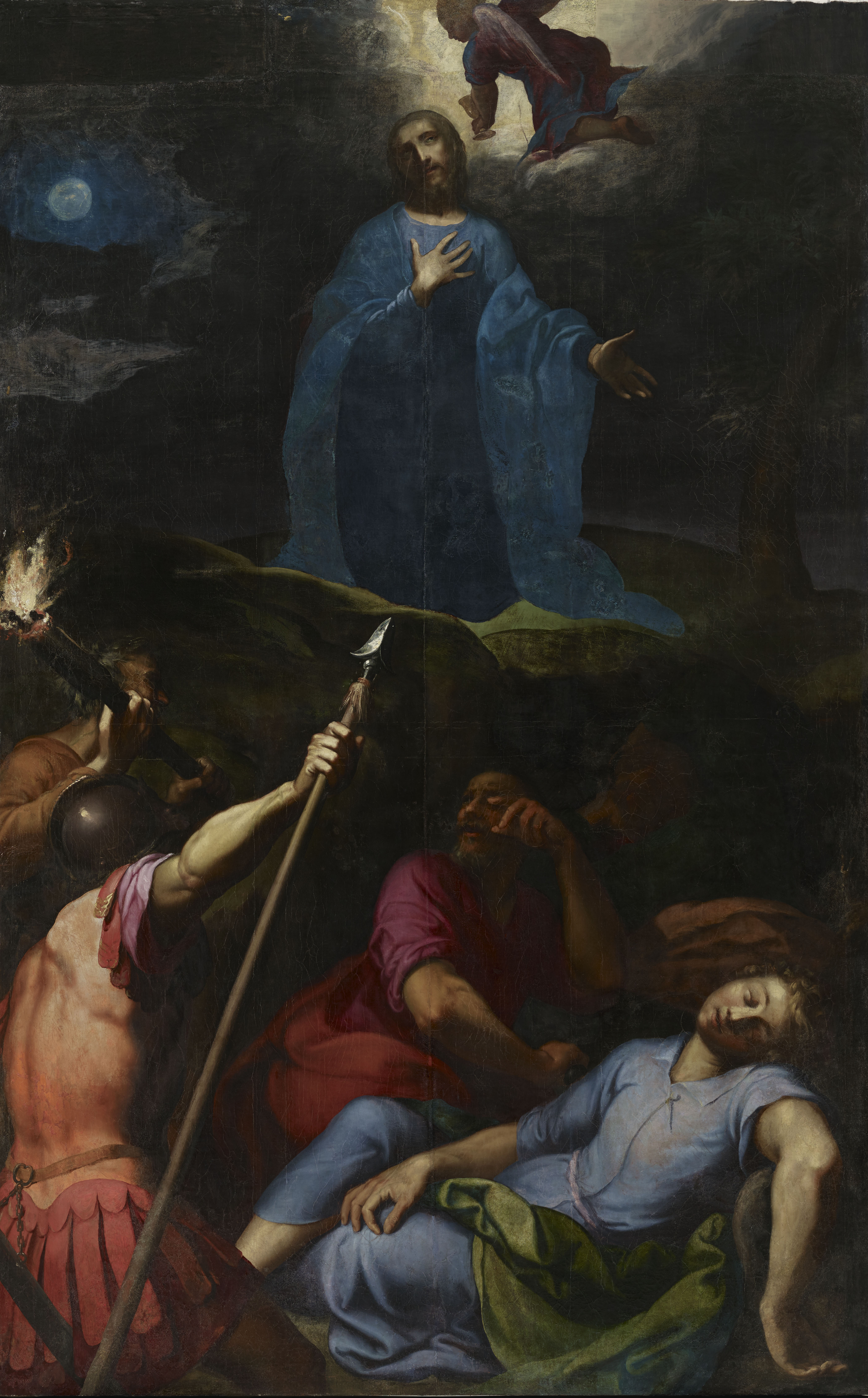
Le Christ au mont des Oliviers

- La Sainte Famille, vers 1597-1600, collection particulière
- La Crucifixion avec saint François, vers 1597-1600, collection particulière
- Le Tableau de Cébès, vers 1600, musée des beaux-arts de Rouen
- La Crucifixion, Beauvais, musée départemental de l'Oise
- Martyre de saint Clair, vers 1612, collégiale Notre-Dame des Andelys [2]
- Martyre de saint Vincent, 1612, collégiale Notre-Dame des Andelys [3]
- La Vierge aux anges ou Vierge de l'Assomption, 1612, collégiale Notre-Dame des Andelys [4]
- La Présentation de la Vierge au Temple (grisaille), et au revers Deux rois mages, vers 1618 - 1620 Beauvais, musée départemental de l'Oise
- Les Noces de Cana, 1618, musée des beaux-arts de Rennes
- L'Ensevelissement du Christ, vers 1620, Paris, musée du Louvre
- Thétis et Vulcain, vers 1620, Cormatin, château
- La Chute des anges rebelles (peinture murale), 1623, Paris, église Saint-Nicolas-des-Champs.
- L'Annonce de la Nativité du Christ (peinture murale), vers 1623-1624, Paris, église Saint-Nicolas-des-Champs
- La Guérison du paralytique, 1624, Fontainebleau, église Saint-Louis
- Le Christ au jardin des Oliviers, Musée national des beaux-arts du Québec[5]
- La Présentation au Temple, 1624, Paris, Église Saint-Joseph-des-Carmes
- Le Christ en croix (esquisse), vers 1623-1626, collection particulière
- Le Christ en croix, vers 1623-1626, Paris, église Saint-Gervais-Saint-Protais
- La Descente de Croix, Châteaudun, église Saint-Valérien
- Saint Charles Borromée distribuant les aumônes, 1626-1627, Paris, Église Saint-Étienne-du-Mont

### Œuvres attribuées à Quentin Varin
- La Crucifixion, Saint-Victor-d'Epine, église Saint-Victor
- Le martyre de saint Laurent, Pont-à-Mousson, église Saint-Laurent

### Œuvres autrefois attribuées à Quentin Varin
- L'Assomption, Beauvais, musée départemental de l'Oise
- La Flagellation du Christ ou La Flagellation d'un saint (grisaille), cathédrale Saint-Pierre de Beauvais [6]
- La Vierge de pitié, cathédrale Saint-Pierre de Beauvais
- La Flagellation, église Saint-Jacques de Compiègne (copie d'après Gerard Seghers)

### Œuvres perdues ou détruites
- Plusieurs puys d'Amiens, détruit après 1770.
- Trois tableaux autrefois aux Ursulines d'Amiens : Crucifix, Les Trois Marie, La Madeleine.
- L'extase de saint Charles Borromée, 1616, autrefois dans l'église Saint-Jacques de la Boucherie à Paris.
- Les Disciples d'Emmaüs, autrefois dans l'église d'Ailly-sur-Somme, détruit en 1940.
- Le Christ en Croix, 1614, autrefois dans l'église Saint-Gilles d'Abbeville, détruit en 1940.
- La Vierge à l'enfant et Les anges recueillant le sang du Christ, autrefois dans la cathédrale de Beauvais, détruits en 1940.
- Trois fresques pour la "muraille du cloître des Jacobins" de Beauvais : Saint Paul prêchant aux athéniens, Le Christ conduit devant Pilate, et Le Couronnement d'épines.